# Ryder Cup

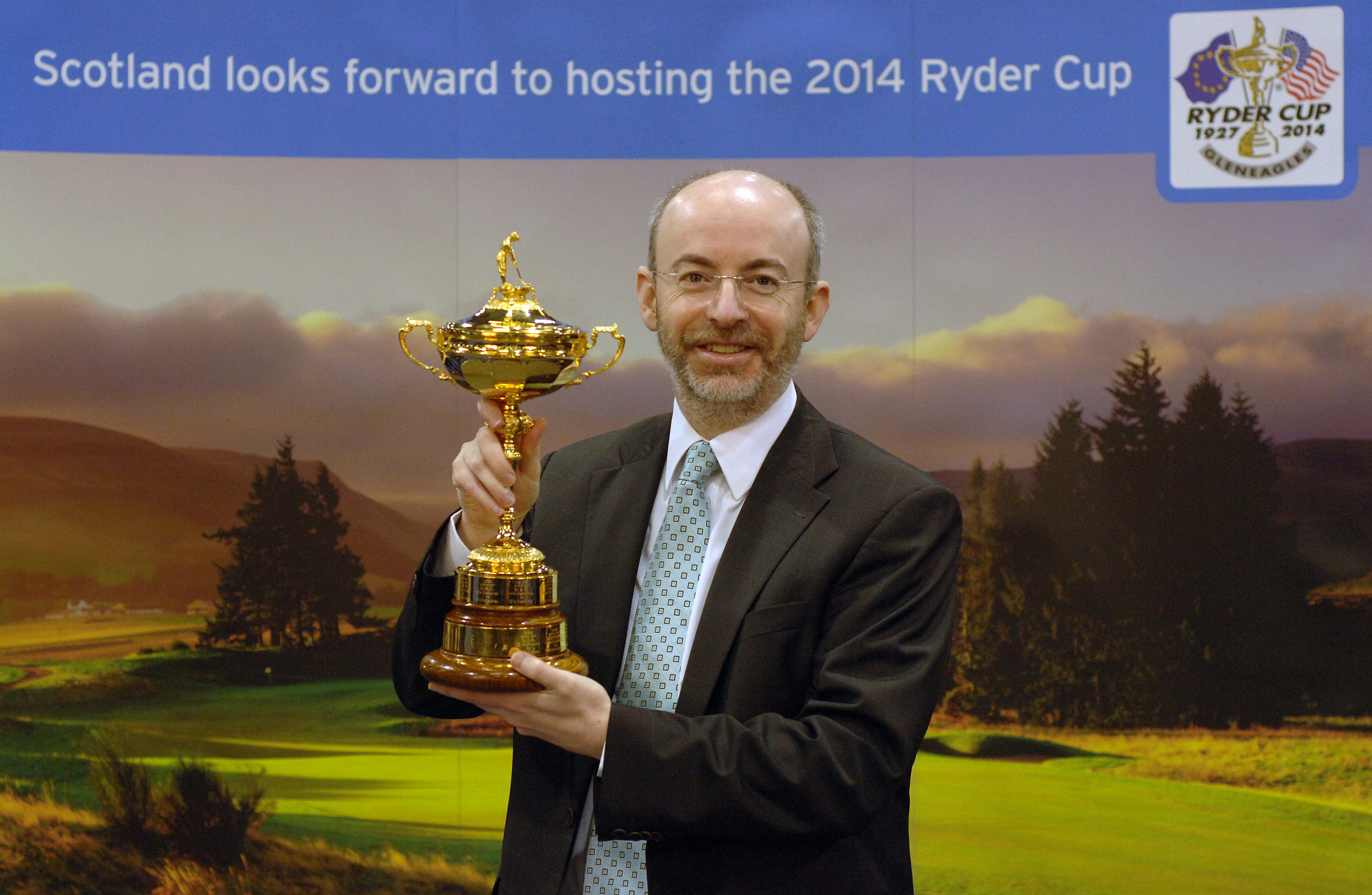
Ryder Cup

Ryder Cup to trofeum golfowe w formie pucharu ufundowane przez Samuela Rydera. Rozgrywki o puchar mają miejsce raz na dwa lata pomiędzy drużynami Stanów Zjednoczonych i Europy.

Wszystkie europejskie turnieje odbyły się w Wielkiej Brytanii, z wyjątkiem Hiszpanii w 1997, Irlandii w 2006, Francji w 2018 oraz Włoch w 2023.
W dniach od 16 do 21 września 2008 roku rozgrywki o Ryder Cup odbyły się po raz 37-my w historii. Puchar zdobyła drużyna Stanów Zjednoczonych pokonując Europę wynikiem 16½ do 11½. W trzech wcześniejszych turniejach, które miały miejsce w latach 2002, 2004 i 2006 trofeum zdobyli reprezentanci Europy.
W 2020 roku rozgrywki o puchar Rydera miały się odbyć w dniach 22-27 września na polu Whistling Straits niedaleko miejscowości Sheboygan w stanie Wisconsin w Stanach Zjednoczonych. W związku z pandemią COVID-19 termin przesunięto na 21-26 września 2021 roku.

## Ryder Cup 2010
W 2010 na polu w walijskim Newport zwyciężyli golfiści Europy 14,5:13,5, którzy wystąpili w składzie:
- Lee Westwood, Luke Donald, Ian Poulter, Ross Fisher - (Anglia)
- Rory McIlroy, Graeme McDowell - (Irlandia Północna)
- Martin Kaymer- (Niemcy)
- Miguel Angel Jimenez - (Hiszpania)
- Francesco Molinari, Edoardo Molinari - (Włochy)
- Peter Hanson - (Szwecja)
- Padring Harrington - (Irlandia)

W zespole USA wystąpili: Tiger Woods, Steve Stricker, Stevart Cink, Jim Furyk, Dustin Johnson, Matt Kuchar, Jeff Overton, Bubba Watson, Rickie Fowler, Phil Mickelson, Zach Johnson i Hunter Mahan.

## Ryder Cup 2014
W dniach od 26 do 28 września 2014 roku rozgrywki o puchar Rydera toczyły się w Szkocji na polu Gleneagles. Po trzech dniach, zaciętej rywalizacji reprezentanci Europy wygrali wynikiem: 16,5 : 11,5.
Europa wystąpiła w składzie:
| - Thomas Bjorn     | - Jamie Donaldson   |
| - Victor Dubuisson | - Stephen Gallacher |
| - Sergio Garcia    | - Martin Kaymer     |
| - Graeme McDowell  | - Rory McIlroy      |
| - Ian Poulter      | - Justin Rose       |
| - Henrik Stenson   | - Lee Westwood      |

Natomiast USA reprezentowali:
| - Keegan Bradley | - Rickie Fowler |
| - Jim Furyk      | - Zach Johnson  |
| - Matt Kuchar    | - Hunter Mahan  |
| - Phil Mickelson | - Patrick Reed  |
| - Webb Simpson   | - Jordan Spieth |
| - Jimmy Walker   | - Bubba Watson  |

## Triumfatorzy Pucharu Rydera
| 1927 | USA                          | 9,5  | 2,5  | Wielkiej Brytanii            |
| 1929 | Wielkiej Brytanii            | 7    | 5    | USA                          |
| 1931 | USA                          | 9    | 3    | Wielkiej Brytanii            |
| 1933 | Wielkiej Brytanii            | 6,5  | 5,5  | USA                          |
| 1935 | USA                          | 9    | 3    | Wielkiej Brytanii            |
| 1937 | Wielkiej Brytanii            | 4    | 8    | USA                          |
| 1947 | USA                          | 11   | 1    | Wielkiej Brytanii            |
| 1949 | Wielkiej Brytanii            | 5    | 7    | USA                          |
| 1951 | USA                          | 9,5  | 2,5  | Wielkiej Brytanii            |
| 1953 | Wielkiej Brytanii            | 5,5  | 6,5  | USA                          |
| 1955 | USA                          | 8    | 4    | Wielkiej Brytanii            |
| 1957 | Wielkiej Brytanii            | 7,5  | 4,5  | USA                          |
| 1959 | USA                          | 8,5  | 3,5  | Wielkiej Brytanii            |
| 1961 | Wielkiej Brytanii            | 9,5  | 14,5 | USA                          |
| 1963 | USA                          | 23   | 9    | Wielkiej Brytanii            |
| 1965 | Wielkiej Brytanii            | 12,5 | 19,5 | USA                          |
| 1967 | USA                          | 23,5 | 8,5  | Wielkiej Brytanii            |
| 1969 | Wielkiej Brytanii            | 16   | 16   | USA                          |
| 1971 | USA                          | 18,5 | 13,5 | Wielkiej Brytanii            |
| 1973 | Wielkiej Brytanii / Irlandia | 13   | 19   | USA                          |
| 1975 | USA                          | 21   | 11   | Wielkiej Brytanii / Irlandia |
| 1977 | Wielkiej Brytanii / Irlandia | 7,5  | 12,5 | USA                          |
| 1979 | USA                          | 17   | 11   | Europa                       |
| 1981 | Europa                       | 9,5  | 18,5 | USA                          |
| 1983 | USA                          | 14,5 | 13,5 | Europa                       |
| 1985 | Europa                       | 16,5 | 11,5 | USA                          |
| 1987 | USA                          | 13   | 15   | Europa                       |
| 1989 | Europa                       | 14   | 14   | USA                          |
| 1991 | USA                          | 14,5 | 13,5 | Europa                       |
| 1993 | Europa                       | 13   | 15   | USA                          |
| 1995 | USA                          | 13,5 | 14,5 | Europa                       |
| 1997 | Europa                       | 14,5 | 13,5 | USA                          |
| 1999 | USA                          | 14,5 | 13,5 | Europa                       |
| 2002 | Europa                       | 15,5 | 12,5 | USA                          |
| 2004 | USA                          | 9,5  | 18,5 | Europa                       |
| 2006 | Europa                       | 18,5 | 9,5  | USA                          |
| 2008 | USA                          | 16,5 | 11,5 | Europa                       |
| 2010 | Europa                       | 14,5 | 13,5 | USA                          |
| 2012 | USA                          | 13,5 | 14,5 | Europa                       |
| 2014 | Europa                       | 16,5 | 11,5 | USA                          |
| 2016 | USA                          | 17   | 11   | Europa                       |
| 2018 | Europa                       | 17,5 | 10,5 | USA                          |
| 2021 | USA                          | 19   | 9    | Europa                       |
| 2023 | Europa                       | 16,5 | 11,5 | USA                          |